# Leonel Cárcamo
Leonel Cárcamo   (Usulután, 5 de maig de 1965) és un exfutbolista salvadorenc de la dècada de 1990.
Fou 84 cops internacional amb la selecció del Salvador.
Pel que fa a clubs, destacà a Luis Ángel Firpo.
Trajectòria com a entrenador:
- 2006–2007: Luis Ángel Firpo
- 2009–2010: Santa Tecla
- 2010–2012: Alianza (assistent)
- 2011: Alianza (temporal)
- 2012: Once Municipal
- 2014–: Luis Ángel Firpo